# Pobrzeże Czarnogórskie
Pobrzeże Czarnogórskie (cyr. Црногорско приморје, Crnogorsko primorje) – kraina geograficzna w Czarnogórze położona nad Morzem Adriatyckim. Zajmuje powierzchnię 1591 km². W 2011 roku liczyła 148 683 mieszkańców.
Rozciąga się od chorwackiego półwyspu Prevlaka (Oštra) do ujścia rzeki Buny (Bojany) na granicy albańsko-czarnogórskiej. Całkowita długość wybrzeża na tym odcinku wynosi 293,5 km.
Główne miasta regionu to: Budva, Bar, Herceg Novi, Kotor i Ulcinj. Miejscowa gospodarka oparta jest na turystyce.